# Beriev A-60
O Beriev A-60 é uma aeronave de laboratório laser soviético/russo baseado na aeronave Ilyushin Il-76MD.
Nos anos 1970 um complexo de aviação especial foi estabelecido pelos soviéticos na fábrica de Taganrog para desenvolver uma tecnologia a laser a bordo de uma aeronave para os militares soviéticos.
Em 1977 a Beriev OKB iniciou o projeto de um laboratório em uma aeronave designado '1А'. O propósito era resolver problemas complexos científicos e da engenharia em relação a criação de um laser a bordo e também facilitar a pesquisa na distribuição de feixes nas camadas superiores da atmosfera. O trabalho neste tópico ocorreu em ampla cooperação entre empresas e organizações científicas da União Soviética, mas o principal investidor era a TSKB Almaz, encabeçada por B.V.Bunkin.

## Projeto
O Il-76MD foi selecionado como aeronave base para o laboratório. A fim de acomodar o laser, muitas mudanças foram realizadas em relação ao projeto básico do Il-76, que drasticamente mudou a aparência do avião.
- Na frente, ao invés do cone de nariz convencional, foi equipado com uma torre diretor de feixe orientável para utilização da tecnologia LIDAR (anos depois a Boeing utilizou um conceito similar na plataforma YAL-1).
- Uma grande e retrátil torre dorsal foi instalada para utilização do laser principal, pois os engenheiros descobriram ser impossível colocar o laser principal no cone de nariz.[1]
- Duas grandes naceles foram instaladas no canto inferior da fuselagem. Uma alojava os geradores turbo para energizar o laser, e a outra possuía uma APU.
- As portas traseiras de carga foram removidas, apesar da rampa ter sido retida como elemento estrutural.
- A posição do artilheiro de cauda foi removida.

O problema de acomodar o laser foi então resolvido e não atrapalhou a aerodinâmica da aeronave. O sistema de laser era de 1 MW, criado por um dos braços do Instituto Kurchatov. Este laser de dióxido de carbono foi desenvolvido para instalação no Il-76.
O laboratório voador '1A' voou pela primeira vez em 19 de Agosto de 1981.
Em 29 de Agosto de 1991, a tripulação comandada pelo piloto de testes V.P. Demyanovski voou o segundo laboratório que recebeu o nome '1А2' СССР-86879. Uma nova versão do sistema de laser foi instalada após resultados dos testes realizados pelo '1А'.
Aparentemente, após estar parado por mais de 15 anos, o projeto foi recentemente (Maio de 2009) reativado, de acordo com testemunhas oculares sobre um A-60 voando nas regiões de Rostov on Don e Taganrog. Está agora estacionado no aeroporto de Taganrog. 47° 11' 53.92" N 38° 51' 46.05" E
A Rússia está desenvolvendo um laser militar (Sokol Eshelon) montado em um A-60, designado 1LK222. O segundo laboratório A-60 pode ser visto nesta referência.

## Operadores
União Soviética
- Força Aérea Soviética

 Rússia
- Força Aérea Russa